# Rebelión de los Cívicos
En el marco de la Invasión portuguesa a la Provincia Oriental de las Provincias Unidas del Río de la Plata iniciada en 1816, el Cabildo Gobernador había refundido el gobierno político y militar en dos personas, Joaquín Suárez y Miguel Barreiro, a disposiciones de las órdenes, fundadas por José Gervasio Artigas, pretendían obtener mayor ejecutividad el Cabildo montevideano, ante la inminencia de la invasión, esto generó un descontento dentro de los movimientos oligárquicos de Montevideo, debido a que esta disposición junto a otras, afectaba gravemente, sus intereses económicos, lo que conllevó a que la oligarquía, alentara una rebelión, que se conocería como la “Rebelión de los Cívicos” que luego fue sofocada, por las fuerzas artiguistas del Batallón de Libertos.

## Antecedentes
El Cabildo había hecho una proclama al pueblo que decía: 

“Que solo puede causar temor a las almas débiles o apocadas, debe hacer renacer en vosotros el amor a la libertad y aquel ardor y santo entusiasmo por su defensa, que siempre fue el precursor de nuestras victorias […] La acción militar que se os prepara apenas mereciera contarse entre los triunfos que habéis conseguido. Acostumbrados a presentaros y a vencer las tropas mercenarias, a despreciar los peligros, a aborrecer la tiranía, a desplegar vuestro valor contra los que atentan a puestos derechos sagrados, ¿qué impresión puede hacernos una miserable incursión de extranjeros y de esclavos”

La proclama en si exhortaba a aprestarse para la defensa. Seguidamente, había dispuesto la formación de milicias cívicas, el reclutamiento de esclavos para formar nuevos cuerpos de infantería, y la distribución de armas. Asimismo, se había dirigido al Jefe de los Orientales, proponiéndole demoler las fortificaciones, artillar Maldonado y reforzar su guarnición y la de Montevideo, objetivos del avance de Carlos Federico Lecor, según las noticias que llegaban. Pero José Gervasio Artigas había reiterado los términos de su plan, que contradecían las disposiciones de la proclama. 
La gravedad de las circunstancias habían llevado, asimismo, al Cabildo –que venía ejerciendo la función de Gobernador - a considerar en sesión del 20 de agosto de 1816, la conveniencia de “refundirse el gobierno político y militar que obtiene, en una o dos personas solamente” y acordó con Miguel Barreiro  que desde el día de mañana administre el gobierno político y militar dicho señor Delgado y el Sr. Regidor Fiel Ejecutor, ciudadano Joaquín Suárez…”
Y el día 22 de agosto, ambos gobernantes emitían una proclama al pueblo, llena de energía y patriotismo:

“Hijos de la gloria, vosotros sabéis bien el camino de la inmortalidad. En nuestras manos están los destinos de nuestros padres, nuestros hermanos, nuestras esposas y nuestros hijos. Recordad las glorias de cinco años. Desde un cabo a otro de la Provincia todo esta preparado a perpetuarlas y los nuevos lances que se nos presentan, van a servir de realce a nuestra grandeza. Corramos a hacernos para siempre el objeto de la admiración y respeto universal, haciendo que se cante el año 16 el nuevo destrozo de los esclavos de un rey, por la victoria de los hombres libres”

## Estallido de la Rebelión
Pero un sector del patriciado montevideano, desconforme con la gestión de Barreiro y la concentración del poder en su mano, que le hacía perder su gravitación política, ejercida a través del cuerpo capitular, se dispuso a resistir la medida. Según el memorialista Carlos Anaya – que no oculta sus simpatías por el sector rebelde- Barreiro mostraba “todo su carácter de arbitrariedad despótica, hasta quitar al Vecindario, sin distinción, sus esclavos, para crear un Batallón de seiscientos o más soldados, sin documentar siquiera a sus propietarios, y con el que oprimía militarmente al pueblo”.
Esta disconformidad reconocía, además, otras motivaciones, tales como el cierre del comercio con el Brasil y con Buenos Aires, que arrojaba importantes beneficios para muchos hombres principales del comercio de la plaza; y las severas condiciones que imponía José Gervasio Artigas para aceptar la conciliación con el gobierno porteño, que había logrado atraer ciertas adhesiones frente a la invasión. 
En medio de este clima de opinión adversa en un importante e influyente sector del patriciado de la ciudad, Miguel Barreiro y Joaquín Suárez adoptaron una decisión de carácter militar – la salida a la campaña del Cuerpo de Cívicos- que provocaría inmediata reacción de los opositores. El poderoso terrateniente y comerciante Juan María Pérez, “que ostentaba en el Cabildo,  empezó a crear una Reunión tumultuaria y violenta, que tuviese por resultado un movimiento militar y público, que arrojase al Delegado Barreiro fuera del mando.
En la noche del 2 de septiembre fueron apresados Barreiro, Santiago Sierra, miembros del Cabildo, Bonifacio Ramos, Comandante de Artillería, y el secretario del Ayuntamiento, Pedro María de Taveyto. Los facciosos, acompañados de tropas, impusieron al Cabildo una reunión extraordinaria, que se realizó a las siete de la mañana el día 3 de septiembre, una vez que el Cuerpo hubo logrado, mediante la publicación de un Bando, que se retiraran “Inmediatamente a sus respectivos cuarteles todas las tropas situadas en la plaza, para que de este modo reluzca el voto general”. Se invitó, entonces, a los concurrentes, para una nueva sesión, que tuvo lugar dos horas después.
El acta de esta sesión dice que hallándose “suficientemente reunido el pueblo”, los renegados expresaron que la causa de su actitud era “haber encontrado sospechosos en las circunstancias a los ciudadanos arrestados, y haber visto con desagrado que se determinaba la marcha del cuerpo de infantería cívica a campaña – y que por estos y otros particulares de no menos consideración creían haberlo hecho fundamentalmente…”. Pedía, finalmente, que el Cabildo reasumiera el mando político y militar. El acuerdo se concluyó con la resolución del Cuerpo de que la voluntad del pueblo de Montevideo “sería cumplida escrupulosamente y con la extensión y libertad que deseaba…”
Poco duro, sin embargo, el éxito de los rebeldes, por cuanto esa misma noche las fuerzas leales a Miguel Barreiro sacaron a este y a sus compañeros de la prisión, los cuerpos leales fueron: el batallón de libertos, al mando de Rufino Bauzá; destacamento de caballería a las órdenes del capitán Felipe Duarte; y el cuerpo de Comandante Bonifacio Ramos, produciéndose “la defección de la Milicia Cívica que mandaba Juan Benito Blanco, también contribuyó el Teniente Manuel Oribe, trayendo la caballería a la plaza., amaneciendo el dic 4 de septiembre bajo un aspecto muy diferente del día anterior; y en seguida Barreiro, nuevamente con su autoridad, hizo desde la Ciudadela, donde permaneció mandando, hacer arrestar y aprisionar con grillos a más de veinte ciudadanos y oficiales de la milicia…”
Volvieron así Miguel Barreiro y Joaquín Suárez, “cuya autoridad ni un momento había desconocido” al Cabildo, a ejercer el gobierno político y militar, en los términos dispuestos en 20 de agosto. Ya normalizada la situación, al considerar, el 5 de octubre, las desgraciadas ocurrencias en que “para evitar la efusión de sangre y desordenes consiguientes” se había visto “en la necesidad… de atemperarse a los designios de algunos facciosos”, el Cabildo resolvió tener “por nulo y de ningún valor ni efecto todo lo obrado que con sólo el objeto de evitar los desordenes indicados cedió a la fuerza este Ayuntamiento en aquellas apuradas circunstancias”.

## Consecuencias
Aquella insurrección del cuerpo constituido por las clases más acomodadas de la ciudad era un síntoma inapropiado del mal agüero. Las causas manifiestas y ocultas que la habían provocado, resultaban en pugna abierta con los mandatos del Protector. Podía inferirse de esto que el espíritu de resistencia aislada y a todo trance en otras palabras, que la ciudad no tenía confianza en las combinaciones militares de Artigas, y que mucho menos en sus planes políticos.